# Higüey
Higüey, és un municipi i capital de la província oriental de La Altagracia de la República Dominicana, vuitena ciutat més gran del pais. El riu Yuma flueix a través dels nuclis urbans de Higüey. Higüey és també el nom d'un anterior cacic de l'extrem més oriental de Hispaniola quan Cristòfor Colom va arribar. El 2006, més de 150,000 persones vivien a Higüey. Els monuments més importants en la ciutat són la Basílica de Nuestra Señora de la Altagracia i l'Església de (Dionís de París), del segle xvi.